# Statuia lui Costache Negri din Galați
Statuia lui Costache Negri din Galați este un monument istoric aflat pe teritoriul municipiului Galați.
Statuia, din bronz, avînd înălțimea de 2,80 m era montată pe un soclu înalt de 6 m, realizat din piatră de Câmpulung, de la Albești. În partea din față se afla o placă din aramă pe care era gravat un fragment din cuvântarea ținută de Costache Negri la Paris în ziua de 27 decembrie 1848. Pe o altă placă, montată în partea dreaptă a soclului, era reprezentat Negri făcînd gestul de unire al românilor, iar în partea stângă, placa îl înfățișa pe Costache Negri la o consfătuire cu prietenii săi în casa sa de la Mânjina. Printre ei puteau fi recunoscuți Bălcescu, Ghica, Alecsandri ș.a. Placa din spatele soclului cuprindea un text din scrisoarea lui Negri către Vasile Alecsandri, prin care acesta renunța la 2 decembrie 1858 la tronul Moldovei. În timpul celui de al doilea război mondial statuia lui Costache Negri a fost avariată. Restaurată de sculptorul gălățean Vasile Onuț. Plăcile inițiale lipsesc. Statuia, operă a sculptorului I. Iordănescu din București a fost dezvelită la 17 iunie 1912 în mijlocul Pieței Regale (azi intersecția str. Nicolae Bălcescu cu strada Brăilei). A fost ridicată prin subscripția publică a gălățenilor de un comitet în fruntea căruia s-a aflat I. D. Petrovici, profesor și fost primar al orașului.